# Lepidosperma clipeicola
Lepidosperma clipeicola är en halvgräsart som beskrevs av Karen Louise Wilson. Lepidosperma clipeicola ingår i släktet Lepidosperma och familjen halvgräs. Inga underarter finns listade i Catalogue of Life.